# Jean-Paul Votron
 (septembre 2008).
 (février 2023).
Si vous disposez d'ouvrages ou d'articles de référence ou si vous connaissez des sites web de qualité traitant du thème abordé ici, merci de compléter l'article en donnant les références utiles à sa vérifiabilité et en les liant à la section « Notes et références ».
Jean-Paul Votron est un homme d'affaires de nationalité belge né le 21 octobre 1950. Il a été le CEO de Fortis d'octobre 2004 au 11 juillet 2008.

## Biographie
Diplômé de l'ICHEC en 1973, il détient une maîtrise en sciences commerciales et financières et un diplôme spécial en stratégie et en gestion internationale.

## Carrière
En 1975, Il commence sa carrière en tant que responsable des ventes, du marketing et de la gestion chez Unilever.
De 1991 à 1997, il exerce diverses fonctions au sein de Citibank en Europe et aux États-Unis.
De 1997 à 2001, il est Senior Executive Vice-President International Consumer Banking et E-Commerce de ABN AMRO.
Entre 2002 à 2004, il occupe le poste de CEO Retail Bank pour l'Europe occidentale, l'Europe centrale, la Russie, le Moyen-Orient et l'Afrique chez Citigroup.
À partir de 2004, il est membre du conseil d'administration et CEO de Fortis. Il démissionne le 11 juillet 2008, à la suite des difficultés financières de la banque. Celles-ci débouchent sur l'affaire Fortis au cours de laquelle il est inculpé avant qu'elle ne soit classée pour prescription,.